# Zealandotachina quadrivittata
Zealandotachina quadrivittata là một loài ruồi trong họ Tachinidae.